# Okręg wyborczy województwo leszczyńskie do Senatu Rzeczypospolitej Polskiej
Okręg wyborczy województwo leszczyńskie do Senatu Rzeczypospolitej Polskiej obejmował w latach 1989–2001 obszar województwa leszczyńskiego. Wybierano w nim 2 senatorów, przy czym w latach 1989–1991 obowiązywała zasada większości bezwzględnej, zaś w latach 1991–2001 większości względnej.
Powstał w 1989 wraz z przywróceniem instytucji Senatu. Zniesiony został w 2001, na jego obszarze utworzono nowe okręgi nr 3, 8, 35 i 37.
Siedzibą okręgowej komisji wyborczej było Leszno.

## Reprezentanci okręgu
| Rok  | Senator komitet wyborczy                       | Senator komitet wyborczy                       | Senator komitet wyborczy                       | Senator komitet wyborczy                       |
| ---- | ---------------------------------------------- | ---------------------------------------------- | ---------------------------------------------- | ---------------------------------------------- |
| 1989 |                                                | Stanisław Hoffmann                             |                                                | Antoni Żurawski                                |
| 1991 |                                                | Bolesław Szudejko Unia Demokratyczna           |                                                | Andrzej Szymanowski Unia Wielkopolan           |
| 1993 |                                                | Zbigniew Kulak Sojusz Lewicy Demokratycznej    |                                                | Zenon Nowak Sojusz Lewicy Demokratycznej       |
| 1997 |                                                | Zbigniew Kulak Sojusz Lewicy Demokratycznej    | Roman Skrzypczak Akcja Wyborcza Solidarność    |                                                |
| 2001 | okręg zniesiony, patrz okręgi nr 3, 8, 35 i 37 | okręg zniesiony, patrz okręgi nr 3, 8, 35 i 37 | okręg zniesiony, patrz okręgi nr 3, 8, 35 i 37 | okręg zniesiony, patrz okręgi nr 3, 8, 35 i 37 |

## Wyniki wyborów
Symbolem „●” oznaczono senatorów ubiegających się o reelekcję.

### Wybory parlamentarne 1989
| Kandydat | I tura | I tura | II tura | II tura |
| Kandydat | Głosów | %      | Głosów  | %       |
| --- | ------ | ------ | ------- | ------- |
| Stanisław Hoffmann                                                                                              | 63 792 | 46,02  | 81 241  | 63,75   |
| Antoni Żurawski                                                                                                 | 57 254 | 41,30  | 78 777  | 61,81   |
| Jerzy Zielonka                                                                                                  | 16 555 | 11,94  | 37 355  | 29,31   |
| Zenon Chudziński                                                                                                | 15 079 | 10,88  | 38 774  | 30,43   |
| Stefan Grys | 13 441 | 9,70   | —       | —       |
| Andrzej Klabiński                                                                                               | 11 205 | 8,08   | —       | —       |
| Feliks Zielnik                                                                                                  | 11 123 | 8,02   | —       | —       |
| Michał Jurga | 10 777 | 7,77   | —       | —       |
| Jan Olejniczak                                                                                                  | 10 017 | 7,23   | —       | —       |
| Kazimierz Szablewski                                                                                            | 8687   | 6,27   | —       | —       |
| Włodzimierz Foltynowicz                                                                                         | 6823   | 4,92   | —       | —       |
| Tadeusz Krempa                                                                                                  | 6164   | 4,45   | —       | —       |
| Zbigniew Nawrocki                                                                                               | 4745   | 3,42   | —       | —       |
| Wawrzyniec Kopczyński                                                                                           | 3476   | 2,51   | —       | —       |
| Liczba głosów ważnych: 138 630 (I tura) • 127 441 (II tura) Źródło: Państwowa Komisja Wyborcza I tura i II tura |        |        |         |         |

### Wybory parlamentarne 1991
| Kandydat                                              | Kandydat                | Komitet wyborczy                             | Głosów |
| ----------------------------------------------------- | ----------------------- | -------------------------------------------- | ------ |
|                                                       | Bolesław Szudejko       | Unia Demokratyczna                           | 26 840 |
|                                                       | Andrzej Szymanowski     | Unia Wielkopolan                             | 21 933 |
|                                                       | Lech Cerekwicki         | Wyborcza Akcja Katolicka                     | 21 614 |
|                                                       | Włodzimierz Bogusławski | Polskie Stronnictwo Ludowe Sojusz Programowy | 18 987 |
|                                                       | Stanisław Hoffmann●     | Porozumienie Obywatelskie Centrum            | 17 625 |
|                                                       | Michał Ganowicz         | Unia Demokratyczna                           | 16 619 |
|                                                       | Edward Kałużny          | Zdrowa Polska – Sojusz Ekologiczny           | 15 414 |
|                                                       | Marian Misiak           | Unia Polityki Realnej                        | 15 022 |
|                                                       | Kazimierz Dziubak       | Sojusz Lewicy Demokratycznej                 | 14 053 |
|                                                       | Zenon Sokołowski        | Sojusz Lewicy Demokratycznej                 | 13 959 |
|                                                       | Stanisław Żyjewski      | Polskie Stronnictwo Ludowe Sojusz Programowy | 12 708 |
|                                                       | Stanisław Waligóra      | Porozumienie Obywatelskie Centrum            | 11 850 |
| Frekwencja: 45,76% Źródło: Państwowa Komisja Wyborcza |                         |                                              |        |

### Wybory parlamentarne 1993
| Kandydat                                              | Kandydat                | Komitet wyborczy                                           | Głosów |
| ----------------------------------------------------- | ----------------------- | ---------------------------------------------------------- | ------ |
|                                                       | Zbigniew Kulak          | Sojusz Lewicy Demokratycznej                               | 45 205 |
|                                                       | Zenon Nowak             | Sojusz Lewicy Demokratycznej                               | 37 539 |
|                                                       | Maciej Bombicki         | Konfederacja Polski Niepodległej                           | 37 303 |
|                                                       | Stanisław Starczewski   | Polskie Stronnictwo Ludowe                                 | 36 054 |
|                                                       | Andrzej Szymanowski●    | KW dr Andrzeja Szymanowskiego – działacza Unii Wielkopolan | 29 035 |
|                                                       | Anna Ptasik             | Unia Demokratyczna                                         | 26 634 |
|                                                       | Marian Zieliński        | Unia Polityki Realnej                                      | 25 134 |
|                                                       | Lech Cerekwicki         | Katolicki Komitet Wyborczy „Ojczyzna”                      | 17 810 |
|                                                       | Włodzimierz Foltynowicz | Kongres Liberalno-Demokratyczny                            | 12 565 |
|                                                       | Cezary Główka           | „Zjednoczenie Polskie”                                     | 6668   |
| Frekwencja: 60,00% Źródło: Państwowa Komisja Wyborcza |                         |                                                            |        |

### Wybory parlamentarne 1997
| Kandydat                                              | Kandydat            | Komitet wyborczy                         | Głosów |
| ----------------------------------------------------- | ------------------- | ---------------------------------------- | ------ |
|                                                       | Zbigniew Kulak●     | Sojusz Lewicy Demokratycznej             | 43 530 |
|                                                       | Roman Skrzypczak    | Akcja Wyborcza Solidarność               | 37 604 |
|                                                       | Marian Kasperski    | Sojusz Lewicy Demokratycznej             | 34 748 |
|                                                       | Bolesław Szudejko   | Unia Wolności                            | 34 063 |
|                                                       | Stanisław Glapiak   | Polskie Stronnictwo Ludowe               | 16 812 |
|                                                       | Stanisław Żyjewski  | Polskie Stronnictwo Ludowe               | 13 578 |
|                                                       | Stanisław Talarski  | Krajowa Partia Emerytów i Rencistów      | 13 424 |
|                                                       | Krzysztof Piwoński  | Blok dla Polski                          | 12 225 |
|                                                       | Maciej Bombicki     | Stronnictwo Pracy Organicznej „Ojczyzna” | 8359   |
|                                                       | Jarosław Kościuszko | Unia Prawicy Rzeczypospolitej            | 7590   |
|                                                       | Bolesław Swojak     | Przymierze Samoobrona                    | 2613   |
| Frekwencja: 48,00% Źródło: Państwowa Komisja Wyborcza |                     |                                          |        |